# 어맨다 크루
어맨다 크루(Amanda Crew, 1986년 6월 5일 ~ )는 캐나다의 배우이다.

## 출연 작품
- 프릭스 - 메리 역
- 이사벨 - 라리사 역
- 톤-데프 - 올리브 역
- 실리콘 밸리 - 모니카역